# Егорлыкская ГЭС-2
Егорлыкская ГЭС-2 — гидроэлектростанция на реке Егорлык, вблизи посёлка Левоегорлыкский Изобильненского района Ставропольского края. Входит в состав Каскада Кубанских ГЭС (группа Сенгилеевских ГЭС), являясь его девятой ступенью. Последняя по времени строительства станция каскада (введена в эксплуатацию в 2011 году). Собственником Егорлыкской ГЭС-2 является ПАО «РусГидро».

## Конструкция станции
Егорлыкская ГЭС-2 представляет собой низконапорную плотинно-деривационную электростанцию с деривационным расположением здания ГЭС, при этом основная часть напора создаётся плотиной. Станция выполняет функции контррегулятора для расположенной выше Егорлыкской ГЭС и работает в базовой части графика нагрузок. Помимо выработки электроэнергии, важной функцией станции является предотвращение размыва русла рек Егорлык и заиления Новотроицкого водохранилища. Особенностью станции является использование как естественного стока реки Егорлык, так и части стока реки Кубани, перебрасываемого в Егорлык по Невинномысскому каналу. Установленная мощность электростанции — 14,2 МВт  (в соответствии с действующей в России классификации относится к малым ГЭС), проектная среднегодовая выработка электроэнергии — 42,6 млн кВт·ч, фактическая среднемноголетняя выработка электроэнергии — 31 млн кВт·ч. Состав сооружений ГЭС:
- земляная плотина буферного водохранилища Егорлыкской ГЭС, длиной 1015 м и максимальной высотой 18 м. Плотина отсыпана из глинистых грунтов;
- консольный водосброс длиной 110 м и пропускной способностью 75 м³/с. Состоит из однопролётного оголовка, оборудованного сегментным затвором, лотка-быстротока и консольной части;
- щелевой донный водосброс пропускной способностью 65 м³/с. Представляет собой трубу длиной 98 м и диаметром 3,3 м, оборудованную плоскими затворами как на входе, так и на выходе. Водосброс выполнен из бетона, за исключением концевого участка в виде консольной металлической трубы с щелевыми прорезями для лучшего гашения энергии потока;
- подводящий канал длиной 468 м с водозаборным ковшом длиной 227 м. С правого берега канала отсыпана дамба максимальной высотой 6 м;
- четырёхпролётный водоприёмник, оборудованный плоскими затворами;
- четырёхниточный металлический напорный трубопровод, длина каждой нитки 92 м, диаметр 3 м;
- здание ГЭС;
- отводящий канал длиной 425 м.

В здании ГЭС установлены 4 вертикальных гидроагрегата мощностью по 3,55 МВт. Каждый гидроагрегат включает в себя с радиально-осевую гидротурбину РО 45/820-В-190 (диаметр рабочего колеса 1,9 м), работающую при расчётном напоре 16,75 м, и гидрогенератор СВ 328/79-32УХЛ4. Производитель гидротурбин — харьковский завод «Турбоатом», генераторов — ООО «Электротяжмаш-Привод» (г. Лысьва). С генераторов электроэнергия на напряжении 10,5 кВ передаётся на два силовых трансформатора ТД-16000/110/10, а с них — на открытое распределительное устройство (ОРУ) напряжением 110 кВ. В энергосистему электроэнергия и мощность станции выдаётся по двум линиям электропередачи:
- ВЛ 110 кВ Егорлыкская ГЭС-2 — ПС Дружба (Л-15);
- ВЛ 110 кВ Егорлыкская ГЭС-2 — Егорлыкская ГЭС (Л-145).

Плотина станции образует небольшое водохранилище. Площадь водохранилища при нормальном подпорном уровне 1,57 км², полная и полезная ёмкость водохранилища составляет 4,58 и 2,2 млн м³ соответственно, что позволяет осуществлять суточное регулирование стока. Отметка нормального подпорного уровня водохранилища составляет 192,5 м над уровнем моря (по Балтийской системе высот), форсированного подпорного уровня — 193,5 м, уровня мёртвого объёма — 191 м.
- Сооружения и оборудование Егорлыкской ГЭС
- Машинный зал
- Мостовой кран машзала
- Напорные трубопроводы
- Подводящий канал
- Консольный водосброс
- Щелевой водосброс
- Распределительное устройство

## История строительства и эксплуатации
В 1935—1940 годах в соответствии с Постановлением Совнаркома СССР была разработана Схема обводнения Ставрополья. Согласно ей, было намечено строительство двух обводнительно-оросительных систем: Кубань-Егорлыкской и Кубань-Калаусской (с 1968 года — Большой Ставропольский канал). Строительство Кубань-Егорлыкской системы (Невинномысского канала) было начато в 1936 году, в 1948 году канал был введён в эксплуатацию. В рамках строительства системы было предусмотрено возведение четырёх гидроэлектростанций, из которых Свистухинская ГЭС была пущена в 1948 году, Сенгилеевская ГЭС и Новотроицкая ГЭС в 1953 году. В 1956 году организацией «Ставропольстрой» было начато возведение последней из запланированных станций — Егорлыкской ГЭС, оба гидроагрегата которой были пущены в 1962 году. При этом в рамках проекта Егорлыкской ГЭС было также построено буферное контррегулирующее водохранилище с водосбросными сооружениями.
Увеличение расхода воды в реке Егорлык вследствие переброски дополнительного объёма стока из Кубани привело к усилению процессов размыва русла реки, особенно на участке ниже буферного водохранилища с постоянно работающим водосбросом, после прохождения которого поток воды сохранял значительную энергию. Эти процессы создавали угрозу плотине буферного водохранилища, а также могли привести к развитию оползней и риску перекрытия реки Егорлык. Также, усиливалось заиливание нижележащего Новотроицкого водохранилища. В связи с этим, в конце 1980-х годов институтом «Мособлгидропроект» было начато проектирование гидроэлектростанции на плотине буферного водохранилища Егорлыкской ГЭС. Изначальный проект предусматривал сооружение станции мощностью 10,7 МВт с двумя гидроагрегатами различной мощности, позднее проект был пересмотрен в сторону увеличения мощности ГЭС и числа гидроагрегатов. Технико-экономическое обоснование проекта Егорлыкской ГЭс-2 было составлено в 1992 году, проект был утверждён в 1993 году.
Строительство Егорлыкской ГЭС-2 было начато в 1995 году и долгое время велось низкими темпами по причине финансово-экономического кризиса в стране. С 2006 года, после передачи станции РусГидро, работы по сооружению ГЭС были активизированы. В 2008 году были закончены работы по сооружению подводящего канала, водоприемника, напорных трубопроводов. Егорлыкская ГЭС-2 была введена в эксплуатацию 9 февраля 2011 года, инвестиции РусГидро в проект составили около 2 млрд руб. Станция эксплуатируется филиалом ПАО «РусГидро» — Каскад Кубанских ГЭС.